# IC 4572
IC 4572 је спирална галаксија у сазвјежђу Сјеверна круна која се налази на листи објеката дубоког неба у Индекс каталогу.
Деклинација објекта је + 28° 8' 1" а ректасцензија 15h 41m 54,2s. Привидна величина (магнитуда) објекта IC 4572 износи 14,1 а фотографска магнитуда 15,0. IC 4572 је још познат и под ознакама MCG 5-37-16, CGCG 166-37, PGC 55817.